# باسي (مترو باريس)
باسي (بالفرنسية: Passy)‏ هي محطة مترو تابعة لمترو باريس تقع في فرنسا في الدائرة السادسة عشرة في باريس.[بحاجة لمصدر]

## معرض صور

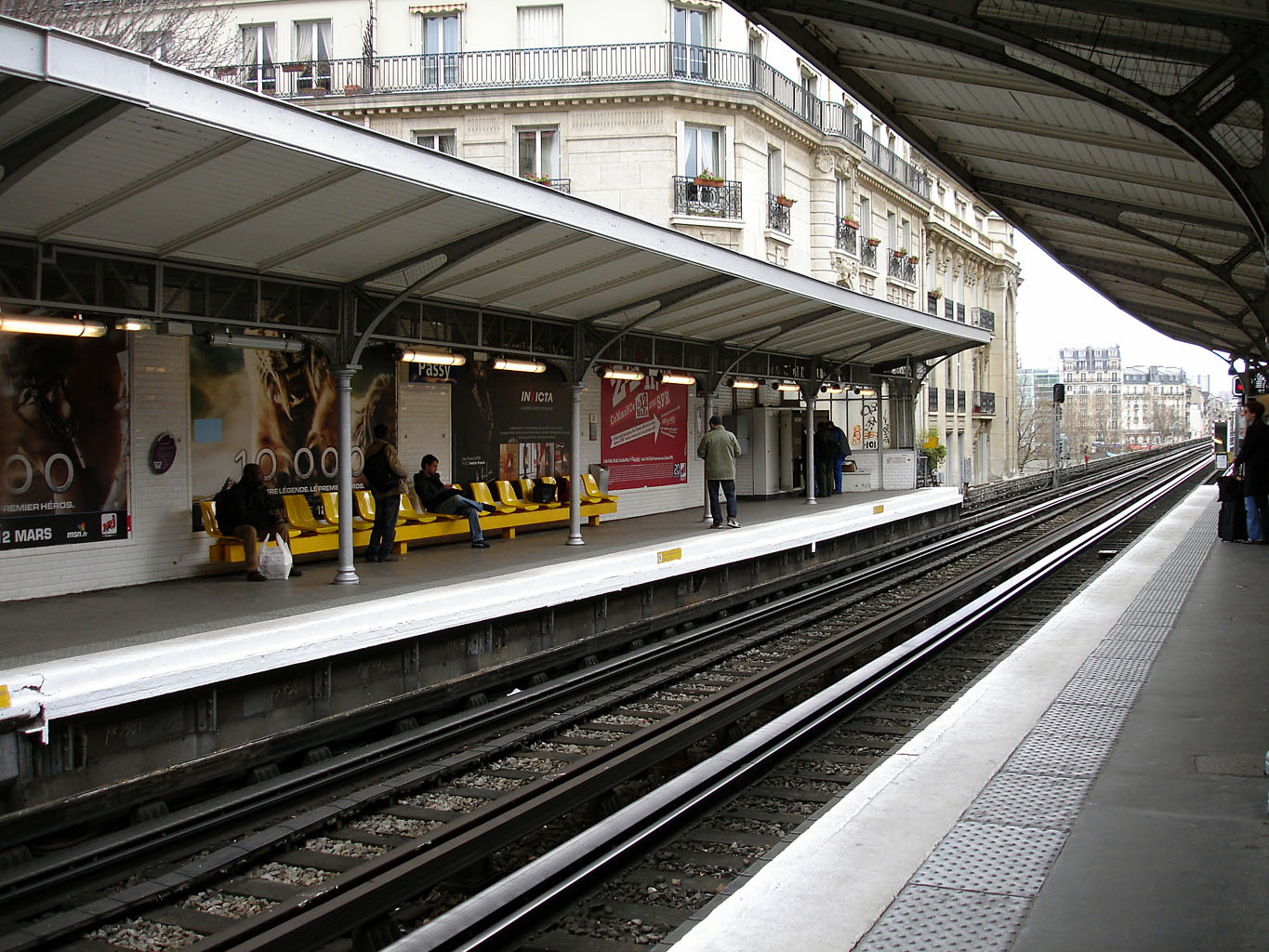
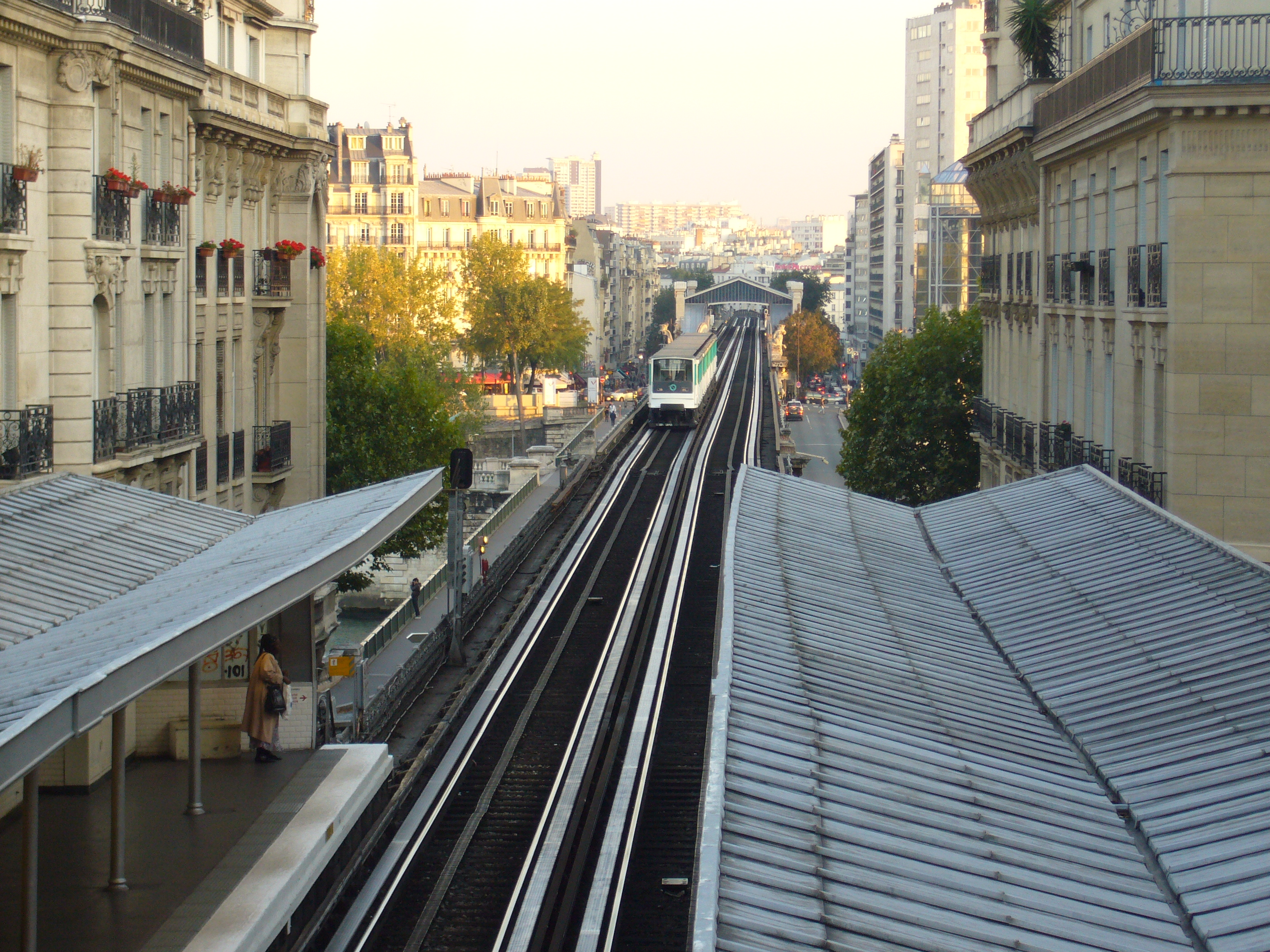